# Periclimenes watamuae
Periclimenes watamuae är en kräftdjursart som beskrevs av Bruce 1976. Periclimenes watamuae ingår i släktet Periclimenes och familjen Palaemonidae. Inga underarter finns listade i Catalogue of Life.